# روان‌پریشی گذرا

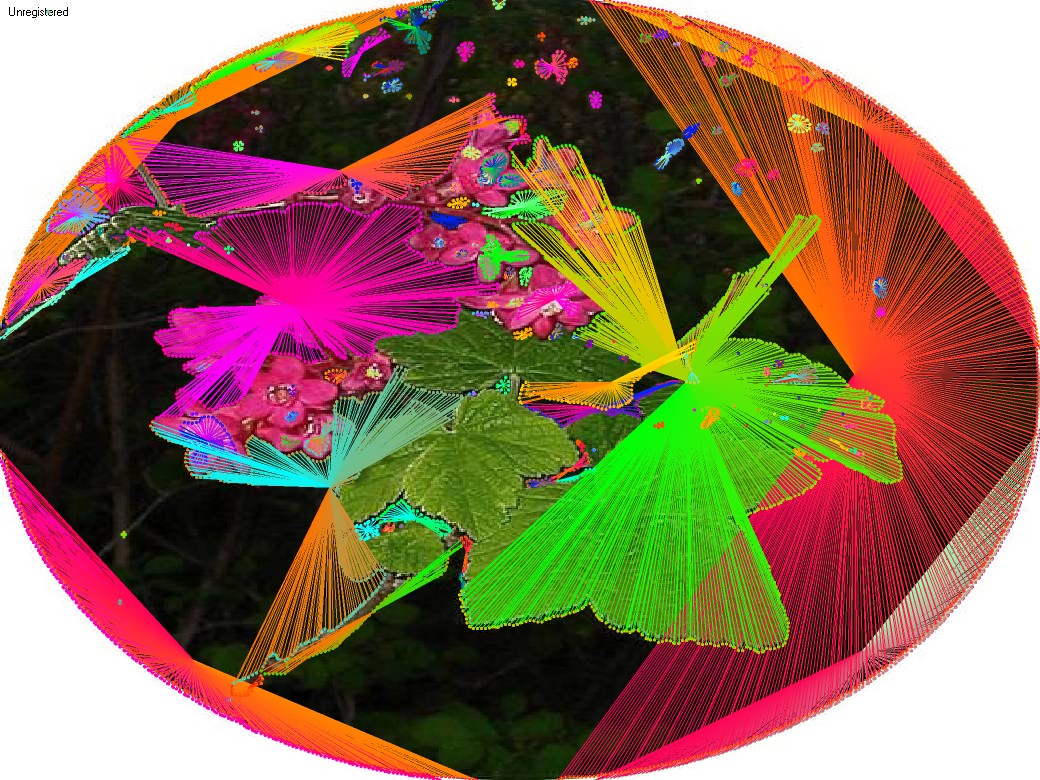
روانگردان

اختلال روان‌پریشی گذرا یا اختلال سایکوتیک کوتاه مدت (به انگلیسی: brief psychotic disorder)، یک اختلال از طیف اختلالات سایکوتیک یا روان‌پریشانه است که با نوسانات هیجانی و شدید چند روزه قابل توصیف است. ویژگی اصلی این اختلال، شروع ناگهانی یک یا چند سمپتوم مثبت (مثل هذیان، توهم، گفتار نامنظم، یا رفتار نامنظم) است که حداقل یک روز اما کمتر از یک ماه طول می‌کشند. بنا به تعریف DSM شروع ناگهانی (به انگلیسی: sudden onset) به معنای تغییر وضعیت از وضعیت غیرروان‌پریشانه به وضعیت آشکارا روان‌پریشانه در عرض دو هفته، و معمولاً بدون سمپتوم‌های مقدماتی است.

## تاریخچه
در ۲۰ تا ۳۰ سال گذشته، معیارهای تشخیصی برای اختلال روان‌پریشی گذرا به‌طور فراوان تغییر کرده‌اند، و تا اندازه‌ای به همین دلیل، این اختلال در ایالات متحدهٔ آمریکا زیاد مورد مطالعه قرار نگرفته‌است. این اختلال در کشورهای اسکاندیناوی و سایر کشورهای اروپای غربی بیشتر از آمریکا مورد تحقیق قرار گرفته‌است.

## شیوع
نرخ شیوع اختلال روان‌پریشی گذرا مشخص نیست، اما معمولاً نادر محسوب می‌شود. این اختلال بیشتر در جوانان (۲۰ تا ۴۰ سال) مشاهده می‌شود و در زنان بیشتر از مردان روی می‌دهد.
به گزارش DSM حدود ۹٪ کسانی که برای اولین بار روان‌پریشی را تجربه می‌کنند کسانی هستند که به اختلال روان‌پریشی گذرا مبتلا می‌شوند.

## هم‌آیندی
این اختلال معمولاً در بیماران مبتلا به اختلالات شخصیت مشاهده می‌شود (از همه بیشتر، در اختلال شخصیت نمایشی، اختلال شخصیت خودشیفته، پارانوئید، و اختلال شخصیت مرزی).

## درمان
دو طبقهٔ اصلی از داروهایی که در درمان اختلال روان‌پریشی گذرا باید در نظر گرفته شوند عبارتند از داروهای ضد روان‌پریشی و بنزودیازپین‌ها.